# Cryptamorpha triguttata
Cryptamorpha triguttata es una especie de coleóptero de la familia Silvanidae.Descrito en 1876 por Charles Owen Waterhouse.

## Distribución geográfica
Habita en el sur de Australia, Tasmania.